# (35040) 1981 EV33
(35040) 1981 EV33 es un asteroide perteneciente al cinturón de asteroides, descubierto el 1 de marzo de 1981 por Schelte John Bus desde el Observatorio de Siding Spring, Nueva Gales del Sur, Australia.

## Designación y nombre
Designado provisionalmente como 1981 EV33.

## Características orbitales
1981 EV33 está situado a una distancia media del Sol de 2,633 ua, pudiendo alejarse hasta 2,791 ua y acercarse hasta 2,476 ua. Su excentricidad es 0,059 y la inclinación orbital 21,95 grados. Emplea 1561,08 días en completar una órbita alrededor del Sol.

## Características físicas
La magnitud absoluta de 1981 EV33 es 15. Tiene 3,105 km de diámetro y su albedo se estima en 0,29. 